# Отчаянный (Гомельская область)
Отчаянный (бел. Адчаяны) — посёлок в Морозовичском сельсовете Буда-Кошелёвского района Гомельской области Белоруссии.
На востоке граничит с лесом.

## География

### Расположение
В 5 км от районного центра и железнодорожной станции Буда-Кошелёвская (на линии Жлобин — Гомель).

### Гидрография
На юге мелиоративные каналы.

## Транспортная сеть
Транспортные связи по просёлочной, затем автомобильной дороге Буда-Кошелёво — Гомель.
Застроен деревянными домами усадебного типа.

## История
Основан в начале 1920-х годов переселенцами с соседних деревень на бывших помещичьих землях. В начале 1930-х годов жители деревни вступили в колхоз. В 1959 году в составе совхоза «Морозовичи» (центр — деревня Морозовичи).

## Население

### Численность
- 2004 год — 3 хозяйства, 3 жителя.

### Динамика
- 1959 год — 61 житель (согласно переписи).
- 2004 год — 3 хозяйства, 3 жителя.